# Folke jarl
Folke jarl, stupad i slaget vid Gestilren den 17 eller 18 juli 1210, var en svensk jarl, först under kung Sverker den yngre och senare under kung Erik Knutsson.

## Biografi
Folke jarl var troligen, men inte med säkerhet, en av jarlen Birger Brosas söner. Identifieringen är baserad på indicier anförda av bland andra Sten Karlsson, vilka stöds av Hans Gillingstam .
Kritiken mot detta antagande innefattar bland annat att Snorre Sturlasson nämner fyra söner till Birger Brosa: Filip jarl, Knut jarl, Folke och Magnus, i sagan saknar denne Folke Birgersson jarlatitel i motsats till de bägge äldre bröderna, och det anförs som märkligt att inte Snorre skulle känt till Sveriges främste enskilde man efter Birger Brosas död, i synnerhet om Folke jarl varit kung Harald Gilles dotterson.
Folke var kung Sverker Karlssons jarl och hans son Sune gifte sig med kungadottern Helena Sverkersdotter. Folke dog i slaget vid Gestilren den 17 eller 18 juli 1210.
I Erikskrönikan omnämns Folke som folkungarnas upphovsman.

## Barn
1. Sune Folkesson, gift med Helena Sverkersdotter av Sverige
2. Holmger Folkesson (Ama), död 1254 i Kimstad
3. dotter, gift med Johan Ängel d.ä.
4. dotter, gift med Rörik av Rörik Birgerssons ätt
5. Katarina, abbedissa i Gudhems kloster [källa behövs] (Hon kan istället ha varit Folke jarls sondotter Katarina Sunesdotter)